# A Princess of the Desert
A Princess of the Desert è un cortometraggio muto del 1914 diretto da Walter Edwin.

## Produzione
Il film fu prodotto dalla Edison Company.

## Distribuzione
Distribuito dalla General Film Company, il film - un cortometraggio in una bobina - uscì nelle sale cinematografiche statunitensi il 18 aprile 1914.